# Abdou Alassane Dji Bo
Abdou Alassane Dji Bo (15 giugno 1979) è un judoka nigerino, partecipante ai Giochi olimpici di Atene 2004. Fu portabandiera della sua nazionale sia alla cerimonia d'apertura che di chiusura.

## Palmarès
| Anno | Manifestazione  | Sede           | Evento | Risultato  | Note |
| ---- | --------------- | -------------- | ------ | ---------- | ---- |
| 2004 | Africani        | Tunisi         | -66 kg | Bronzo     |      |
| 2004 | Giochi olimpici | Atene          | -66 kg | sedicesimi |      |
| 2005 | Africani        | Port Elizabeth | -66 kg | Argento    |      |
| 2006 | Africani        | Port Louis     | -66 kg | Bronzo     |      |